# Домингес Касерес, Карлос
Ка́рлос Доми́нгес Ка́серес (исп. Carlos Domínguez Cáceres; 11 февраля 2001, Виго) — испанский футболист, защитник клуба «Сельта».

## Клубная карьера
Домингес Касерес — воспитанник клуба «Сельта». 13 декабря 2020 года в матче против «Депортиво Ла-Корунья» он дебютировал за «Сельта B». 9 мая 2021 года в матче против «Вильяреала» дебютировал в Ла Лиге. В начале мая пропустил игры из-за повреждения подколенного сухожилия.